# Modeste Mignon de La Bastie
Modeste Mignon de La Bastie est  un  personnage de La Comédie humaine d'Honoré de Balzac née en 1808 ou 1812 à Francfort-sur-le-Main.
Son père, le comte Mignon de la Bastie, est le seul rescapé d'une grande famille aristocratique ayant échappé aux massacres d'Orange (Vaucluse). Il s'est ensuite engagé dans les armées républicaines et, à la naissance de Modeste, il est major d'un régiment de cavalerie de Napoléon. Il s'est retiré au Havre, où de mauvais créanciers l'obligent à procéder à une liquidation de ses biens.
Romantique, rêveuse, Modeste aperçoit dans la vitrine d'un libraire les œuvres complètes et une lithographie de Melchior de Canalis, avec qui elle entame une correspondance. C'est le secrétaire de Canalis, le jeune Ernest de La Brière qui répond à la place du poète. Curieuse de savoir à quoi ressemble son idole, Modeste fait venir le double de Canalis au Havre, elle se déguise et récite des poèmes écrits par elle en public. Sa supercherie est découverte.
À cette même époque (1829), son père, qui s'était expatrié, revient avec une immense fortune. Il apprend aussi à Modeste qui est réellement Canalis, précisément au moment où le « grand poète », intéressé par la fortune des Mignon, se ravise sur Modeste, qu'il méprisait.
Mais la candeur et la spontanéité de Modeste ont déjà séduit le duc d'Hérouville, et surtout Ernest de La Brière qui se meurt d'amour pour cette délicieuse jeune fille. Le duc d'Hérouville est également amoureux d'elle et l'invite à une chasse dans son château d'Hérouville.
En 1830, Modeste épouse Ernest et devient de ce fait vicomtesse Mignon de La Bastie La Brière, une célébrité fêtée dans le faubourg Saint-Germain. Henri de Marsay en dit grand bien dans Béatrix. 
Dans La Cousine Bette, Modeste fait partie du cercle des dames de haute lignée qui aident la baronne Hulot d'Ervy.